# Fario (film)
Pour plus de détails, voir Fiche technique et Distribution.
Fario est une comédie dramatique et fantastique française réalisée par Lucie Prost et sortie en 2024,.

## Synopsis
Léo est un jeune ingénieur vivant et travaillant à Berlin. Il y fait aussi beaucoup la fête mais n'arrive plus à contenter ses partenaires. Une entreprise minière souhaitant élargir son exploitation, il doit rentrer au pays, dans le Doubs, pour vendre les terres agricoles qu'il a héritées de son père, prématurément décédé. Lors d'une rencontre avec la maire du village, Léo apprend que sa mère, comme son cousin et ses amis, sont opposés au projet d'extension de la mine. Il suspend le processus de vente, d'autant qu'il observe des comportements étranges chez les truites fario dans la rivière à proximité. Avec la complicité de Camille, une amie d'enfance qui travaille dans un laboratoire d'analyses physicochimiques, il se lance dans une enquête pour comprendre ce qu'il en est.

## Fiche technique
Sauf indication contraire, les informations mentionnées dans cette section peuvent être confirmées par les bases de données cinématographiques IMDb et Allociné,  présentes dans la section « Liens externes ».
- Titre original : Fario
- Réalisation : Lucie Prost
- Scénario : Lucie Prost, Nathalie Saugeon et Alain Layrac
- Musique : Pierre Desprats
- Décors : Julie Wassef
- Costumes : Elisa Ingrassia
- Photographie : Thomas Favel
- Son : Nicolas Plouhinec
- Montage : Lila Desiles
- Production : Nelson Ghrénassia et Lucie Fichot
- Sociétés de production : Yunkunkun Productions et Folle Allure Films
- Sociétés de distribution : Paname Distribution
- Pays de production :  France
- Langue originale : français
- Format : couleur
- Genre : comédie dramatique et fantastique
- Durée : 90 minutes
- Dates de sortie :
  - Suisse : 13 août 2024 (Locarno)
  - France :
    - 28 août 2024 (Angoulême)
    - 23 octobre 2024 (en salles)

## Distribution
- Finnegan Oldfield : Léo
- Megan Northam : Camille
- Florence Loiret Caille : Nelly
- Léna Laurent : Louise
- Andranic Manet : Augustin
- Idir Chender : Mehdi
- Olivia Côte : la maire
- Camille Rutherford : Elsa
- Maxence Tual : Stéphane
- Maria-Victoria Dragus : Hannah